# لیلی (خواننده)
لیلی جین پارک مورو (انگلیسی: Lily Jin Park Morrow؛ زادهٔ ۱۷ اکتبر ۲۰۰۲) که بیشتر با نام لیلی (کره‌ای: 릴리؛ انگلیسی: Lily) شناخته می‌شود، خواننده کره‌ای استرالیایی ساکن کره جنوبی است. او در سال ۲۰۱۵ با کمپانی جی‌وای‌پی انترتینمنت قرارداد امضا کرد و کارآموز آن شد. لیلی در فوریه ۲۰۲۲ به عنوان عضو گروه دخترانه ان‌میکس فعالیتش را آغاز کرد.

## اوایل زندگی
لیلی جین پارک مورو با نام کره‌ای پارک جین (کره‌ای: 박진) زادهٔ ۱۷ اکتبر ۲۰۰۲ در ماریزویل، ویکتوریا، استرالیا از مادر اهل کره جنوبی و پدر استرالیایی است. او یک خواهر کوچکتر دارد. پدربزرگ و مادربزرگ پدری او از بریتانیا به استرالیا مهاجرت کردند. او در مدرسه ابتدایی دیلسفورد، کالج متوسطه الکساندرا، مدرسه راهنمایی چونگ‌دام و دبیرستان دون‌چون تحصیل کرد. او آموزش متوسطه را در مارس ۲۰۲۲ به پایان رساند.